# Sousoší svaté Barbory a Madony (Hlušice)
Barokní sousoší dvou světic stojících zády proti sobě se nalézá u budovy obecního úřadu obce Hlušice v okrese Hradec Králové. Sousoší je od 3.5.1958 chráněno jako nemovitá kulturní památka ČR.

## Popis
Na kamenném podstavci je umístěn hranolový sokl s jednoduchou patkou zakončený drobnou římsou. Na přední straně soklu se nachází reliéfní erb šlechtického rodu Valdštejnů s bohatými fafrnochy a s korunkou v klenotu. Nad erbem se nachází letopočet 1706, pod ním "Obnoveno 1873". Zezadu je vytesaný nápis Obnoveno 1938. 
Na hranolovém soklu stojí dvojitá socha světic stojících zády k sobě. Vpředu stojí na půlměsíci Panna Marie s esovitě prohnutou postavou a držící na levé ruce nahého Ježíška s kudrnatými vlásky, který drží v levé ruce kouli a pravou rukou žehná. 
Zezadu stojí svatá Barbora oděná do dlouhého zprohýbaného roucha, s rozpuštěnými vlasy a korunkou na hlavě a při její pravé noze stojí její atribut - válcová věž.
Poslední restaurování sousoší proběhlo v roce 1998. 